# Malta op de Gemenebestspelen

Vlag van Malta

Malta is een van de landen die deelneemt aan de Gemenebestspelen (of Commonwealth Games). Sinds 1958 heeft Malta veertienmaal deelgenomen. In totaal over deze tien edities won Malta zeven medailles.

## Medailles
| Malta op de Gemenebestspelen | Malta op de Gemenebestspelen | Malta op de Gemenebestspelen | Malta op de Gemenebestspelen | Malta op de Gemenebestspelen | Malta op de Gemenebestspelen |
| ---------------------------- | ---------------------------- | ---------------------------- | ---------------------------- | ---------------------------- | ---------------------------- |
| Jaar                         | Goud                         | Zilver                       | Brons                        | Totaal                       | Rang                         |
| 1958                         | -                            | -                            | -                            | -                            | /                            |
| 1962                         | -                            | -                            | -                            | -                            | /                            |
| 1970                         | -                            | -                            | -                            | -                            | /                            |
| 1982                         | -                            | -                            | -                            | -                            | /                            |
| 1986                         | -                            | -                            | -                            | -                            | /                            |
| 1990                         | -                            | -                            | 1                            | 1                            | 28                           |
| 1994                         | -                            | -                            | -                            | -                            | /                            |
| 1998                         | -                            | -                            | -                            | -                            | /                            |
| 2002                         | -                            | -                            | 1                            | 1                            | 33                           |
| 2006                         | -                            | 1                            | 1                            | 2                            | 27                           |
| 2010                         | -                            | -                            | -                            | -                            | /                            |
| 2014                         | -                            | -                            | -                            | -                            | /                            |
| 2018                         | -                            | -                            | 2                            | 2                            | 37                           |
| 2022                         | -                            | -                            | 1                            | 1                            | 40                           |